# Oakland Park
Oakland Park ist eine Stadt im Broward County im US-Bundesstaat Florida. Das U.S. Census Bureau hat bei der Volkszählung 2020 eine Einwohnerzahl von 44.229 ermittelt. 

## Geographie
Oakland Park liegt etwa 25 Kilometer nördlich von Miami. Angrenzende Kommunen sind Tamarac, Lauderdale Lakes, Fort Lauderdale und Wilton Manors.
Die geographischen Koordinaten sind: 26,17° Nord, 80,15° West. Das Stadtgebiet hat eine Größe von 17,9 km². 

## Geschichte
Die ersten Einwohner, die sich dauerhaft hier ansiedelten, war die Familie „Whidby“, die 1901 von Georgia nach Florida zog. 
Oakland Park bekam seinen Namen von der ersten Siedlern in Anlehnung an die massiven Eichen, die entlang des Middle Rivers standen.
Bis 1918 kamen weitere Familien, meist Farmer, die hier sesshaft wurden. 1923 wurde das Land in Parzellen aufgeteilt. Aus diesem Anlass feierte man ein riesiges Barbecue, das wohl größte seiner Zeit. Dieses Barbecue wird auch heute noch in den Geschichtsbüchern erwähnt. 1925 versuchte eine Gruppe europäischer Investoren, hauptsächlich Adlige, initiiert von den Grafen und der Gräfin von Lauderdale (Earl and Countess of Lauderdale), die Stadt „Floranada“ als Urlaubsparadies zu gründen. Diese Bemühungen wurden aber am 18. September 1926 durch einen Wirbelsturm zunichtegemacht.

Am 10. Juni 1929, die kleine Stadt war wieder aufgebaut worden, wurde Oakland Park als Stadt anerkannt und eingetragen. Die Volkszählung 1932 ergab eine Einwohnerzahl von 562 Bürgern, 1970 waren es schon 16.261 Einwohner. Ab 1941 gab es eine Freiwillige Feuerwehr, die 1958 durch eine Berufsfeuerwehr ersetzt wurde.

### Religion
In Oakland Park gibt es derzeit 27 verschiedene Kirchen aus zehn unterschiedlichen Konfessionen. Unter den zu einer Konfession gehörenden Kirchen ist die Baptistengemeinde mit fünf Kirchen am stärksten vertreten. Weiterhin gibt es sieben zu keiner Konfession gehörende Kirchen (Stand: 2004).

### Demographische Daten
Laut der Volkszählung 2010 verteilten sich die damaligen 41.363 Einwohner auf 20.076 Haushalte. Die Bevölkerungsdichte lag bei 2537,6 Einw./km². 62,6 % der Bevölkerung bezeichneten sich als Weiße, 25,6 % als Afroamerikaner, 0,3 % als Indianer und 2,0 % als Asian Americans. 6,0 % gaben die Angehörigkeit zu einer anderen Ethnie und 3,5 % zu mehreren Ethnien an. 25,6 % der Bevölkerung bestand aus Hispanics oder Latinos.
Im Jahr 2010 lebten in 27,4 % aller Haushalte Kinder unter 18 Jahren sowie 18,6 % aller Haushalte Personen mit mindestens 65 Jahren. 51,0 % der Haushalte waren Familienhaushalte (bestehend aus verheirateten Paaren mit oder ohne Nachkommen bzw. einem Elternteil mit Nachkomme). Die durchschnittliche Größe eines Haushalts lag bei 2,35 Personen und die durchschnittliche Familiengröße bei 3,10 Personen.
22,5 % der Bevölkerung waren jünger als 20 Jahre, 29,5 % waren 20 bis 39 Jahre alt, 33,3 % waren 40 bis 59 Jahre alt und 14,8 % waren mindestens 60 Jahre alt. Das mittlere Alter betrug 39 Jahre. 53,5 % der Bevölkerung waren männlich und 46,5 % weiblich.
Das durchschnittliche Jahreseinkommen lag bei 44.470 $, dabei lebten 15,0 % der Bevölkerung unter der Armutsgrenze.
Im Jahr 2000 war Englisch die Muttersprache von 66,52 % der Bevölkerung, spanisch sprachen 18,16 % und 15,32 % hatten eine andere Muttersprache.

## Sehenswürdigkeiten
Das Mai-Kai Restaurant und die Oakland Park Elementary School sind im National Register of Historic Places gelistet.

## Schulen
- Rock Island Elementary School (500 Schüler)
- Lloyd Estates Elementary School (750 Schüler)
- Oakland Park Elementary School (720 Schüler), gegründet 1925
- James S. Rickards Middle School (1350 Schüler)

In Oakland Park gibt es die „Northeast High School“ mit rund 2200 eingeschriebenen Studenten. Andere weiterführende Bildungseinrichtungen befinden sich binnen 30 Minuten erreichbar in der Umgebung. In Fort Lauderdale, 5 km entfernt, befinden sich: das „Keiser College“ (etwa 2800 Studenten), das „Broward Community College“ (etwa 12.500 Studenten), das „Art Institute“ (etwa 2500 Studenten), die „Nova Southeastern University“ (etwa 12.500 Studenten). In Miami befinden sich die „Barry University“ (etwa 5700 Studenten) und das „Miami-Dade Community College“ mit etwa 25.300 Studenten.

## Bibliotheken
Es gibt eine öffentliche Bibliothek, die „Oakland Park Library“ mit rund 45.000 Büchern sowie einer steigenden Anzahl von Audio- und Video-Material. Das Auswählen, Einsicht in die Verfügbarkeitsliste und Bestellen kann man mittlerweile online erledigen.

## Parks und Sportmöglichkeiten
Es gibt ein breites Angebot von verschiedenen Stadtparks sowie mehrere sportliche Einrichtungen sowie Spielwiesen und Möglichkeiten zum Camping. An Sportmöglichkeiten werden T-Ball, Pitch-Ball, Softball, Baseball, Football, Basketball, Soccer, Tennis und Schwimmen angeboten.

## Wirtschaft
Eine nennenswerte Industrie gibt es nicht. Die hauptsächlichen Beschäftigungszweige sind: Ausbildung, Gesundheit und Soziales: (13,6 %), Kunst, Unterhaltung, Restaurants (12,7 %), Handel / Einzelhandel: (12,1 %), Baugewerbe: (10,2 %).

## Verkehr
Durch das Stadtgebiet führen die Interstate 95, der U.S. Highway 1 sowie die Florida State Roads 811, 816, 845 und 870.
Der nächste nationale Flughafen ist der Pompano Beach Airpark, der nächste internationale Flughafen ist der Fort Lauderdale-Hollywood International Airport.

## Kriminalität
Die Kriminalitätsrate lag im Jahr 2010 mit 422 Punkten (US-Durchschnitt: 266 Punkte) im durchschnittlichen Bereich. Es gab drei Morde, 17 Vergewaltigungen, 133 Raubüberfälle, 147 Körperverletzungen, 611 Einbrüche, 1387 Diebstähle, 123 Autodiebstähle und zwei Brandstiftungen.